# Bei Jiao
Bei Jiao (chinesisch 北礁, Pinyin Běi Jiāo, englisch North Reef – „Nordriff/Nördliches Riff“) ist die chinesische Bezeichnung für das nördlichste Atoll der Xisha-Inseln (Paracel-Inseln). Es liegt im äußersten Norden der Yongle Qundao (永乐群岛), zu denen es gerechnet wird, und weist keine Inseln und damit keine Landfläche auf. Verschiedene alte chinesische Schiffswracks wurden hier in jüngster Zeit entdeckt und gehoben. Die Beijiao-Schiffswrack-Stätte (Beijiao chenchuan yizhi 北礁沉船遗址) steht seit 2006 auf der Liste der Denkmäler der Volksrepublik China (6-175).